# Heterogamus pallidinervis
Heterogamus pallidinervis är en stekelart som först beskrevs av Cameron 1910.  Heterogamus pallidinervis ingår i släktet Heterogamus och familjen bracksteklar. Inga underarter finns listade i Catalogue of Life.